# Jan Kepka z Chlumu
Jan Kepka z Chlumu na Svojkově (2. polovina 14. století – asi 1424) byl český šlechtic, člen družiny Jana Husa na Kostnický koncil a sympatizant husitství.

## Životopis
Jan se narodil jako syn Ješka z Chlumu, zchudlého šlechtice ve službách rodu Berků z Dubé. Přesné datum jeho narození není známo, poprvé je zmíněn v listinách z roku 1381. Jan se stejně jako jeho bratři, Petr a Vilém, patrně narodil na hradě Svojkově u České Lípy v severních Čechách, který pak po smrti otce zdědil.
Po dosažení vzdělání vstoupil Jan do vojenské služby u krále Zikmunda Uherského. V roce 1414 nařídil Zikmund Janovi a Václavovi z Dubé doprovázet Jana Husa na koncil v Kostnici. Právě zde si Kepka a Hus vytvořili blízké přátelství.
Po Husově upálení 6. července 1415 vstoupil Jan do služeb královny Žofie Bavorské, manželky Václava IV., a roku 1418 byl jmenován purkrabím věnného města Mělníka. Obdržel do vlastnictví také hrad Pihel a přilehlé statky.
Jan Kepka z Chlumu pravděpodobně zemřel před rokem 1425.

## V populární kultuře
V historických filmech tzv. Husitské trilogie Jan Hus z roku 1954 a v navazujícím Jan Žižka z roku 1955 režiséra Otakara Vávry ztvárnil Jana z Chlumu herec Gustav Hilmar.